# Communauté de communes du Sud Grenoblois
Die Communauté de communes du Sud Grenoblois war ein Gemeindeverband (Communauté de communes) im französischen Département Isère in der Region Rhône-Alpes. Er war nach seiner Lage südlich der Großstadt Grenoble benannt. Letzter Präsident war Norbert Grimoud.

## Geschichte
Die Communauté de communes du Sud Grenoblois wurde im Jahr 2003 gegründet. Später kamen die Gemeinden Bresson aus der Communauté d’agglomération Grenoble Alpes Métropole (1. Januar 2005) und Vaulnaveys-le-Haut aus der Communauté de communes du Pays du Grésivaudan (1. Januar 2010) hinzu. Von 2006 bis 2011 war außerdem Laffrey Mitglied, nachdem es aus der ehemaligen Communauté de communes de la Matheysine ausgetreten war. Im Jahr 2011 begannen die Planungen, in der Region Grenoble einen Metropolverband einzurichten, eine neu geschaffene Strukturform, die eine bestimmte Mindestgröße voraussetzt. Um diese zu erreichen, wurde die Communauté de communes du Sud Grenoblois Ende 2013 zusammen mit anderen Gemeindeverbänden in die Communauté d’agglomération Grenoble Alpes Métropole integriert.

## Mitgliedsgemeinden
Zum Zeitpunkt ihrer Auflösung umfasste die Communauté de communes du Sud Grenoblois die folgenden 16 Gemeinden:
| - Bresson - Brié-et-Angonnes - Champagnier - Champ-sur-Drac - Herbeys - Jarrie - Montchaboud | - Notre-Dame-de-Commiers - Notre-Dame-de-Mésage - Saint-Barthélemy-de-Séchilienne - Saint-Georges-de-Commiers | - Saint-Pierre-de-Mésage - Séchilienne - Vaulnaveys-le-Bas - Vaulnaveys-le-Haut - Vizille |

## Aufgaben
Zu den Aufgaben des Gemeindeverbandes zählten hauptsächlich die Förderung der Wirtschaftsentwicklung, die Raumplanung sowie die Abfallbeseitigung.